# Eugene Wigner
Eugene Paul Wigner, in ungherese Jenő Pál Wigner (Budapest, 17 novembre 1902 – Princeton, 1º gennaio 1995), è stato un fisico e matematico ungherese naturalizzato statunitense, Premio Nobel per la fisica nel 1963 "per i suoi contributi alla teoria del nucleo atomico e delle particelle elementari, in particolare attraverso la scoperta e l'applicazione dei principi fondamentali di simmetria.".
Esponente della scuola di famosi scienziati ungheresi cresciuta a Budapest all'inizio del XX secolo, comprendente Paul Erdős, Edward Teller, John von Neumann e Leó Szilárd, ha proposto e risolto alcune delle questioni più profonde della fisica del XX secolo, ponendo le fondamenta della teoria delle simmetrie in meccanica quantistica e, sul finire degli anni trenta, estendendo le sue ricerche al nucleo atomico. Ebbe un importante ruolo anche nel gruppo che, tra il 1939 e il 1945, portò alla costruzione della prima bomba atomica.

## Biografia

### I primi anni

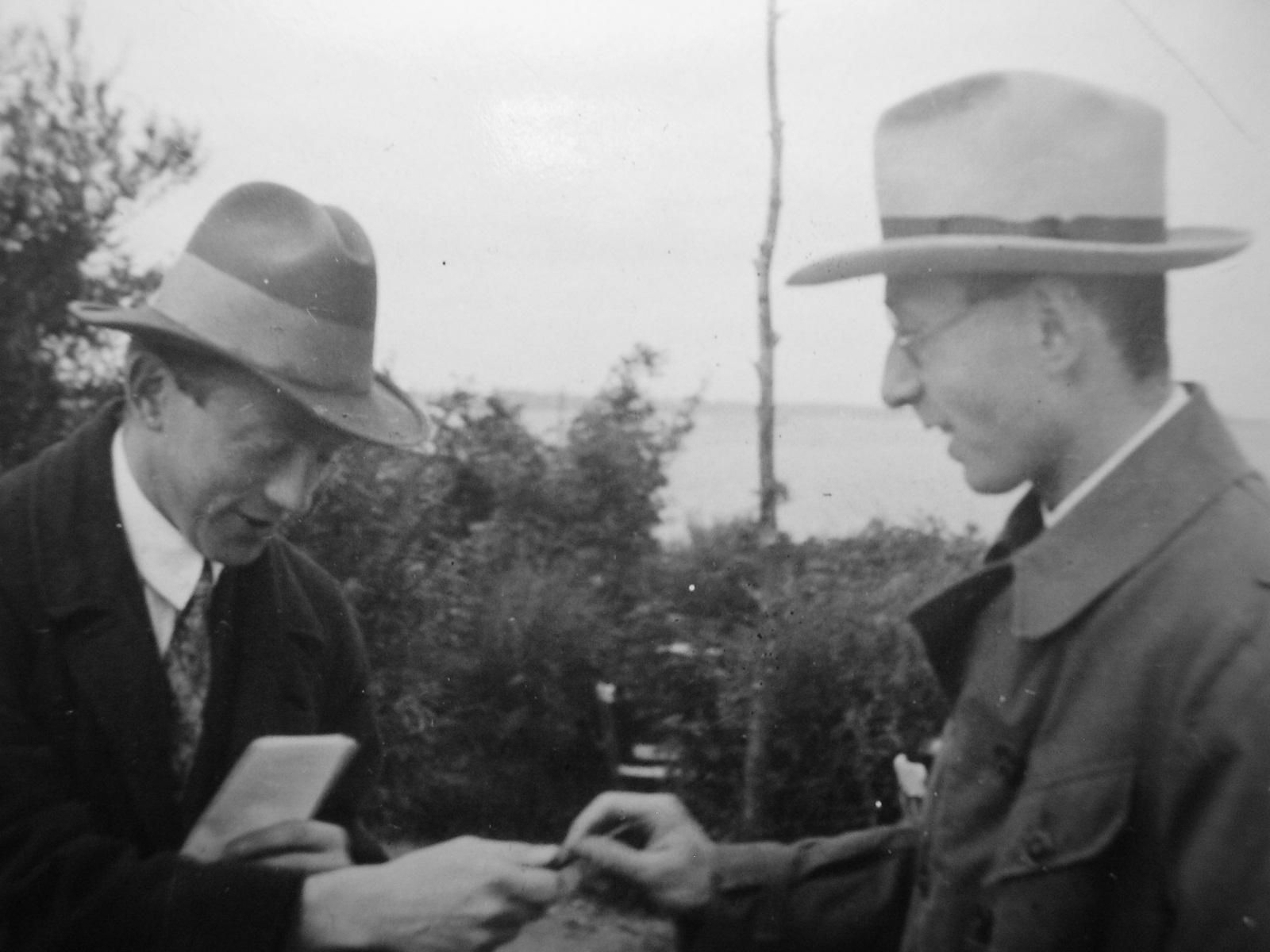
Werner Heisenberg e Eugene Wigner (1928).

Wigner nacque il 17 novembre 1902 a Budapest, allora appartenente all'Impero austro-ungarico (ora Ungheria), da una famiglia ebraica. Crebbe in un mondo in cui la classe media non disponeva di automobili, radio, gas o corrente elettrica e non ne sentiva la mancanza. Quando venne in contatto con queste cose Wigner ne fu spaventato, ma gli piacquero con l'età avanzata. All'epoca gli scienziati, pur senza la teoria atomica, quella quantistica o della relatività, ritenevano che tutte le leggi fondamentali della natura fossero state scoperte e che rimanessero semplicemente da completare i dettagli.
A undici anni contrasse la tubercolosi e per sei mesi rimase in sanatorio tra le montagne austriache con la madre. La sua infanzia, comunque, fu sostanzialmente felice, in un ambiente familiare serio e stabile, con quell'amore per il divertimento tipicamente ungherese; i genitori erano ben affiatati ed egli amava intensamente le sue due sorelle. Da ragazzo amava camminare.
Frequentò il Ginnasio Luterano, dove ebbe il privilegio di imparare la matematica da László Rátz, che ebbe tra i suoi allievi anche von Neumann. Dopo la conclusione del Ginnasio, su pressioni del padre, studiò ingegneria chimica al politecnico di Budapest e poi alla Technische Hochschule laureandosi. Approfondì autonomamente la fisica e la matematica e importanti furono le frequentazioni degli incontri del giovedì della Società Tedesca di Fisica, a cui partecipavano luminari come Max Planck, Max von Laue, Rudolf Ladenburg, Werner Karl Heisenberg, Walther Nernst, Wolfgang Pauli e Albert Einstein. A questi colloqui incontrò anche Leó Szilárd, che divenne l'amico più stretto. A Berlino lavorò all'Istituto Kaiser Wilhelm dove incontrò Michael Polanyi, che fu, dopo László Rátz, il suo insegnante più importante.

### La carriera scientifica
Sul finire degli anni venti, Wigner esplorò in profondità il campo della meccanica quantistica, che a quel tempo stava muovendo i primi passi grazie all'impegno di personalità quali Heisenberg, Schrödinger  e Dirac. Nel 1927 fu a Gottinga come assistente del grande matematico David Hilbert, che in quel periodo sentiva la necessità di collaborare con un fisico per ampliare la propria esperienza. Wigner produsse significativi articoli, come ad esempio On the conservation laws of quantum mechanics, del 1927, con il quale introdusse il nuovo concetto di parità, ma la collaborazione fu poco soddisfacente: i due infatti si incontrarono appena cinque volte. Wigner comunque approfondì la sua conoscenza della fisica passando molto tempo nella biblioteca di Gottinga, ponendo così le basi per la costruzione della teoria delle simmetrie in meccanica quantistica.
Sul finire degli anni trenta estese il proprio interesse al nucleo atomico sviluppando una teoria generale sulle reazioni nucleari. Diventò un brillante teorico (v. il teorema di Wigner-Eckart), ma fu abile anche in laboratorio e con una profonda comprensione delle materie ingegneristiche.
Dal 1929 i suoi articoli cominciarono a riscuotere attenzione nel mondo della fisica. Nel 1930 fu chiamato insieme a von Neumann all'università di Princeton, che fu per loro un porto sicuro quando nel 1933 Adolf Hitler giunse al potere in Germania, anche se impiegarono metà del tempo in Europa, viaggiando, studiando e insegnando. Pur essendo una persona pacifica e modesta, Wigner sentì le azioni di Hitler come un affronto e capì subito quanto era pericoloso. In anni successivi, quando la gente lo ringraziava per la sua pronta percezione di quanto sarebbe potuto accadere, egli protestava dicendo che non serviva alcuna particolare percezione per rendersi conto della natura pericolosa e malvagia di Hitler, ma che ce ne voleva invece una speciale per non vederla.
A Princeton nel 1934 presentò la sorella Manci a Paul Dirac; i due si sposarono e i legami fra i due scienziati si strinsero maggiormente. Wigner trascorse molto tempo anche con Einstein, anch'egli stabilitosi a Princeton all'Institute for Advanced Study. Nel 1936 Princeton non gli rinnovò il contratto e Wigner si trasferì all'Università del Wisconsin a Madison. Qui, dopo essere diventato cittadino naturalizzato degli Stati Uniti l'8 gennaio 1937, incontrò la sua prima moglie, Amelia Frank, studentessa di fisica, che morì nel corso dello stesso anno; Wigner per il dolore lasciò Madison. L'anno successivo Princeton, alla ricerca di un giovane fisico, si orientò ancora su di lui: rientrò all'Institute for Advanced Study nell'autunno del 1938.

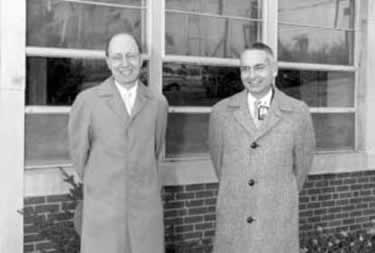
Eugene Wigner (a sinistra) con Alvin Weinberg.

Sebbene moderatamente interessato alla politica, nel 1939 e 40 Wigner fu tra i più impegnati a sostenere il progetto Manhattan per la costruzione della bomba atomica, pur manifestando poi critiche ai bombardamenti atomici di Hiroshima e Nagasaki. Nonostante ciò continuò a sostenere i militari statunitensi, con spirito patriottico verso il suo Paese d'adozione. Egli aveva sempre considerato il suo lavoro per la bomba atomica come un'azione essenzialmente difensiva e più tardi divenne una delle personalità più impegnate nel campo della difesa civile.
Nel 1946 accettò il posto di direttore della ricerca e dello sviluppo del Clinton Laboratory (diventato poi l'Oak Ridge National Laboratory) ad Oak Ridge. Non essendo un amministratore per formazione e per temperamento, dopo un anno  lasciò l'incarico e tornò ad insegnare a far ricerca alla Princeton University. Negli anni cinquanta soffrì le morti di Enrico Fermi, Einstein e von Neumann. Nel 1954 fu toccato anche dal caso di Robert Oppenheimer, coinvolto nella "caccia alle streghe" del Maccartismo. Uno dei maggiori testimoni a carico di Oppenheimer fu un vecchio amico di Wigner, Edward Teller.
Nel 1960, già noto come uno dei più profondi pensatori nel campo della fisica matematica, Wigner compì una incursione provocatoria nella filosofia della matematica con il suo saggio più famoso tra quelli non riguardanti la fisica, diventato un classico, dal titolo La irragionevole efficacia della matematica nelle scienze naturali (The Unreasonable Effectiveness of Mathematics in the Natural Sciences). In esso sostenne come la biologia e la cognizione potrebbero essere all'origine dei concetti fisici come gli umani li percepiscono e che la felice coincidenza secondo la quale la matematica e la fisica si accoppiano tanto bene appare "irragionevole" e difficile da spiegare. Nel 1961 propose l'esperimento mentale noto come Paradosso dell'amico di Wigner, che ispirò l'interpretazione della meccanica quantistica nota come Coscienza causa del collasso. 
Nel 1963 ricevette il Premio Nobel per la fisica. Affermò di non aver mai pensato ad una tale possibilità, aggiungendo: "Non mi sarei mai aspettato di leggere il mio nome sui giornali senza aver commesso qualche crimine."
Wigner era famoso per la sua gentilezza e per la sua elaborata cortesia verso il prossimo. Durante il suo soggiorno giovanile a Gottinga un giorno egli stava sdraiato sopra un prato presso la piscina municipale con l'astronomo tedesco Heckman. Questi notò una schiera di formiche che attraversava la gamba destra di Wigner e lo pizzicava. Heckman chiese a Wigner perché non schiacciava le formiche. "Perché non so quali di esse mi morsicano", fu la risposta. Un giorno, seguendo una lezione di Wigner, uno degli ascoltatori si alzò per porgli una domanda. Wigner dopo aver ascoltato disse "Io sono Mr. Wigner". Il richiedente, confuso, pose ancora la domanda. Ancora ebbe in risposta "Io sono Mr. Wigner." Alla fine qualcuno risolse la scena imbarazzante segnalando che Wigner aveva la sensazione che mancasse qualcosa, perché non conosceva il nome dell'interlocutore: troppo cortese per chiederglielo direttamente, si era presentato per indurlo a presentarsi. Negli incontri scientifici, quando qualcuno avanzava una proposta, spesso Wigner ribatteva semplicemente "Io non capisco". Non era mai pretenzioso e non si preoccupava di sembrare sciocco. Per essere un uomo di scienza Wigner si mostrava incredibilmente superstizioso, odiando avere tredici biglietti in tasca o pronto a battere un pezzo di legno se riceveva una buona notizia.
Nel 1992, a novant'anni, pubblicò una elegante autobiografia, The Recollections of Eugene P. Wigner (assistito da Andrew Szanton). Morì a Princeton tre anni dopo.
Verso la fine i suoi interessi si rivolsero a questioni più filosofiche. Nelle sue memorie dice: «Il pieno significato della vita, significato collettivo di tutti i desideri umani, è un mistero al di là della nostra comprensione. Da giovane mi irritavo per questo stato di cose. Ma ora mi sono rappacificato con esso. Provo anche un certo onore ad essere associato ad un tale mistero.»

## Riconoscimenti
Nel 1958 ha ricevuto il Premio Enrico Fermi.